# Wolf Helmhardt von Hohberg

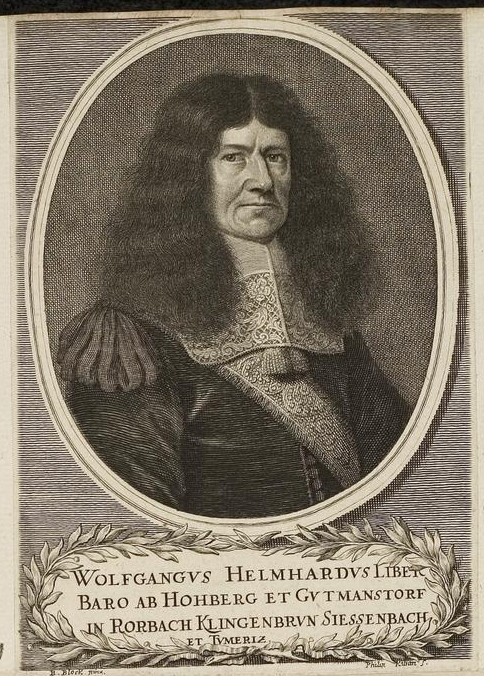
Wolf Helmhardt von Hohberg

Wolf Helmhardt von Hohberg (auch Wolfgang Helmhard Freiherr von Hohberg; * 20. Oktober 1612 in Lengenfeld bei Krems (Niederösterreich); † 29. Juni 1688 in Regensburg) war ein Schriftsteller des Barock. Seine Georgica curiosa, ein enzyklopädisches Werk über alle Aspekte der Haus- und Landwirtschaft, war ein Höhepunkt der so genannten Hausväterliteratur.

## Leben und Werk

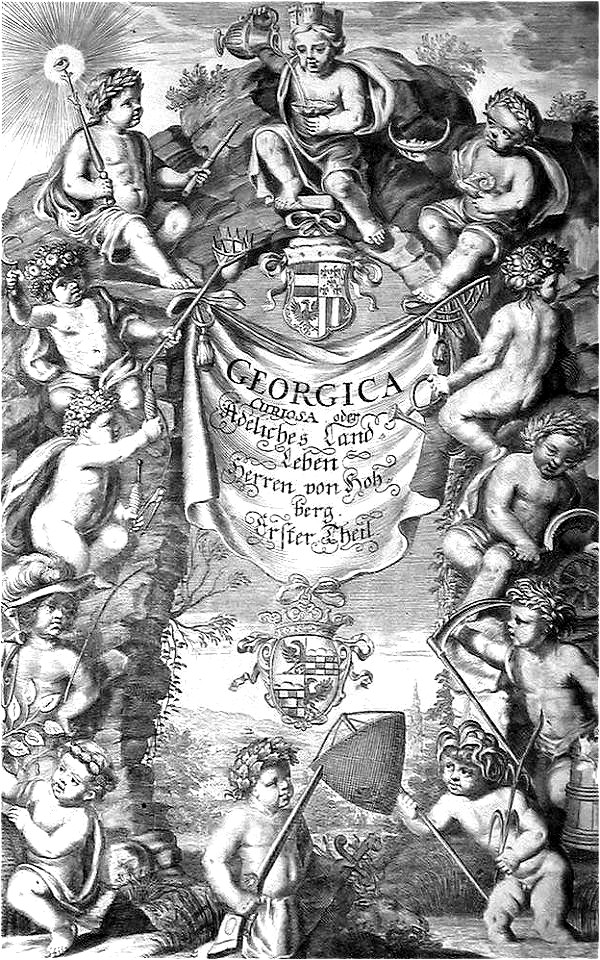
Titelbild der Georgica curiosa, Teil 1

Der Schriftsteller entstammt dem Geschlecht Hochberg, damals noch dem schlesisch-niederösterreichischen Landadel zugehörig. Früh verwaist, wurde er bei Verwandten erzogen. Als Zwanzigjähriger begann er eine Laufbahn als Soldat in einem kaiserlichen Regiment „deutscher (Lands-)Knechte“. Die Ereignisse des Dreißigjährigen Krieges brachten ihn nach Böhmen, Sachsen, Pommern und Mecklenburg. Im Rang eines Hauptmanns quittierte er 1641 den Militärdienst und übernahm das kleine Familiengut Süßenbach an der Thaya. Diesen Besitz konnte er bald durch den Erwerb einiger weiterer Güter (Rohrbach, Klingenbrunn) vergrößern. Wegen der Protestantenverfolgungen musste er 1664 seine österreichischen Güter aufgeben und siedelte sich in der Freien Reichsstadt Regensburg an, dem Zufluchtsort zahlreicher „Exulanten“ des österreichischen Adels. Hier unterhielt er enge Beziehungen zu Schicksalsgenossen wie Greiffenberg, Kuefstein und Stubenberg. Hohberg verstarb 1688 hochgeehrt in Regensburg, der Dichter-Bürgermeister Johann Ludwig Prasch hielt die Grabrede.
Hohberg hatte keine systematische Ausbildung erhalten, eignete sich aber umfangreiche Kenntnisse an und beherrschte alte wie neue Sprachen. Sein Hauptinteresse galt stets der Landwirtschaft, das literarische Werk war ein Produkt winterlicher Nebenstunden. Bei seinen literarischen Neigungen orientierte er sich am Vorbild Vergils. Im Jahre 1661 veröffentlichte er sein Versepos Die unvergnügte Proserpina, dessen Erfolg ihn ermutigte, mit dem Habsburgischen Ottobert 1663–64 ein Kolossalepos in nicht weniger als 39.570 Alexandrinerversen vorzulegen. Offensichtlich inspiriert von Ariosto, schildert Hohberg die Abenteuer eines Superhelden des byzantinischen Mittelalters, den er als Urvater der Habsburger stilisiert. 1675 wurde das prachtvolle Emblemwerk Lust- und Artzney-Garten herausgegeben, mit 300 Kupfertafeln eines der schönsten Bücher des Jahrhunderts. 1682 erschienen seine Georgica curiosa, 1687 die um 400 Seiten erweiterte Fassung Georgica curiosa aucta. Diese Arbeiten können als Hauptwerke ihrer Gattung bleibendes Interesse beanspruchen. Dagegen waren die rein literarischen Werke Hohbergs wenig bedeutend und rasch vergessen. Sein Ansehen als Dichter war immerhin so groß, dass der Autor 1652 unter dem Namen „der Sinnreiche“ in die Fruchtbringende Gesellschaft aufgenommen wurde, eine Vereinigung zur Pflege der deutschen Sprache und Dichtung.

## Werke (Auswahl)
- Die unvergnügte Proserpina. Regensburg 1661 (Versepos)
- Der Habsburgische Ottobert. 3 Bde. Erfurt 1663–64 (Versepos)
- Lust- und Artzeney-Garten des Königlichen Propheten Davids. Regensburg 1675 (gereimte Psalmenparaphrase)
- Georgica curiosa. Das ist: Umständlicher Bericht und klarer Unterricht Von dem Adelichen Land- und Feld-Leben. Nürnberg 1682 (Digitalisat 1. Band)
- Die vollkommene Pferd- und Reitkunst. Nürnberg 1689

### Lexika-Artikel
- Carl Leisewitz: Hohberg, Wolfgang Helmhard Freiherr von. In: Allgemeine Deutsche Biographie (ADB). Band 12, Duncker & Humblot, Leipzig 1880, S. 653–655.
- Otto Brunner: Hohberg, Wolf Helmhard Freiherr von. In: Neue Deutsche Biographie (NDB). Band 9, Duncker & Humblot, Berlin 1972, ISBN 3-428-00190-7, S. 476 f. (Digitalisat).